# Maitenbeth
Maitenbeth település Németországban, azon belül Bajorországban. Lakosainak száma 2080 fő (2023. december 31.). Maitenbeth Steinhöring és Hohenlinden községekkel határos.

## Népesség
A település népessége az elmúlt években az alábbi módon változott:
| Lakosok száma | 1024 | 1314 | 1383 | 1909 | 1958 | 1959 | 2000 | 2029 | 2031 | 2080 |
|               | 1925 | 1970 | 1975 | 2011 | 2013 | 2014 | 2016 | 2019 | 2021 | 2023 |